# La Lastra
La Lastra è una frazione del comune di Firenze, appartenente al Quartiere 5 Rifredi.
Sviluppa lungo la via Bolognese, subito dopo la borgata del Cionfo. Qui la strada principale si biforca nelle diramazioni "Vecchia" e "Nuova", che si ricongiungono dopo un breve percorso presso Trespiano. Vi si trovano, tra l'altro: Villa La Lastra, Villa Martini Bernardi, Villa Il Pino, Villa La Torretta e Villa Letizia.

## Storia
La battaglia della Lastra fu un sanguinoso scontro avvenuto il 20 luglio del 1304 nelle vicinanze di Firenze nel corso dei quali i guelfi bianchi, orfani di Dante Alighieri (che espresse dubbi sulla fattibilità della battaglia) e ferocemente condannati nella sua Commedia, tentarono senza successo di rientrare a Firenze dopo l'esilio ma vennero sconfitti dalla fazione dei guelfi neri.

## Monumenti e luoghi d'interesse

### Architetture religiose
- Chiesa di Santa Croce al Pino

### Architetture civili
Nel territorio della Lastra si trovano alcune interessanti ville:
- Villa Il Pino
- Villa La Lastra
- Villa Martini Bernardi
- Villa La Torretta
- Villa Letizia